# 376-та піхотна дивізія (Третій Рейх)
376-та піхотна дивізія (Третій Рейх) (нім. 376. Infanterie-Division) — піхотна дивізія Вермахту за часів Другої світової війни. Дивізія билася на Східному фронті на південному фланзі німецько-радянської війни, у січні 1943 розгромлена в Сталінградській битві. Згодом відтворена вдруге й знову знищена в боях з радянськими військами у серпні 1944 в Другій Яссько-Кишинівській битві.

## Історія
376-та піхотна дивізія розпочала формування 21 березня 1942 в Ангулемі на території окупованої Франції з особового складу 327-ї, 335-ї і 337-ї піхотних дивізій під час 19-ї хвилі мобілізації Вермахту.
За рахунок підрозділів 337-ї піхотної дивізії був сформований 672-й, 335-ї — 673-й і 327-ї — 767-й піхотні полки 3-х батальйонного складу відповідно. З артилерійських формувань укомплектовувався 376-й артилерійський полк дивізії.
У травні 1942 дивізія отримала наказ на передислокацію на південний фланг німецько-радянського фронту. 2 червня підрозділи 376-ї дивізії прибули на залізничну станцію Харкова.
З початком масштабного наступу німецьких військ на півдні Росії, з липня 1942 дивізія у складі VIII-го та XI-го армійських корпусів 6-ї армії генерала Паулюса бере активну участь у бойових діях в районі Острогозьк, Богучар і в закруті Дону. З серпня частини піхотної дивізії б'ються на підступах до Сталінграду. У ході Сталінградської битви німецькі війська ведуть запеклі бойові дії проти радянських військ до кінця січня 1943 року.
За станом на 28 грудня 1942, в умовах оточення радянськими військами, дивізія була здатна вести тільки обмежені оборонні дії. Наявна укомплектованість особовим складом підрозділів становила від 35 до 80% від штатної чисельності. В строю залишалося 3 артилерійські батареї польової артилерії, 1 батарея важкої артилерії з 3 гарматами й 2 мінометні батареї «Небельверфер» (10 мінометів). З зенітного озброєння лишалося 11 зенітних установок у робочому стані.
31 січня 1943 376-та піхотна дивізія на чолі зі своїм командиром генерал-лейтенантом А.фон Даніельсом разом з іншими німецькими дивізіями південного угруповання оточених військ Вермахту капітулювала військам Донського фронту генерала К.Рокоссовського. Через 2 дні капітулювала решта оточених військ 6-ї армії генерал-фельдмаршала Ф.Паулюса (14-та, 16-та і 24-та танкові, 3-тя, 29-та і 60-та моторизовані, 100-та егерська, 44-та, 71-ша, 76-та, 79-та, 94-та, 113-та, 295-та, 297-ма, 305-та, 371-ша, 384-та і 389-та піхотні дивізії).
Вдруге формування 376-ї піхотної дивізії розпочалося 17 березня 1943 з рештки вцілілих бійців дивізії та резервів Сухопутних військ на території окупованих Нідерландів. Спочатку, у відповідності до наказу була сформована 376-та штурмова група, по суті посилений гренадерський полк, який згодом розгорнули до повноцінної піхотної дивізії.
З 20 червня 1943 нова піхотна дивізія приступила до виконання визначених завдань на території Голландії. 11 серпня формування визнане боєготовим, з штатною чисельністю 15 750 чоловік. У листопаді 1943 дивізія була спрямована на південний фланг Східного фронту, в район Кіровограда. Взимку 1943–1944 376-та піхотна дивізія вела бої з радянськими військами під Новомиргородом, Корсунем, на Дністрі. Протистояла спробам Червоної армії прорватися на Балкани у ході Першої Яссько-Кишинівської операції.
Влітку 1944 вела оборонні бої в Румунії та Молдові. У серпні, з початком масштабної другої спроби Червоної армії прорватися на південному фланзі німецько-радянського фронту, 376-та піхотна дивізія була вщент розгромлена й фактично припинила існування. Рештки формування пішли на доукомплектування 76-ї піхотної дивізії та повторне формування 15-ї піхотної дивізії. Офіційно 376-та піхотна дивізія розформована 9 жовтня 1944 року.

## Райони бойових дій
- Франція (березень — червень 1942);
- СРСР (південний напрямок) (червень — жовтень 1942);
- СРСР (Сталінград) (жовтень 1942 — січень 1943);
- Нідерланди (квітень — листопад 1943);
- СРСР (південний напрямок) (листопад 1943 — серпень 1944).

## Командування

### Командири
1-ше формування
- генерал-майор, з 1 грудня 1942 генерал-лейтенант Александер фон Даніельс (нім. Alexander Edler von Daniels) (1 квітня 1942 — 31 січня 1943);

2-ге формування
- генерал-лейтенант Арнольд Шелінскі (нім. Arnold Szelinski) (1 квітня — 11 грудня 1943);
- оберст, 1 лютого 1944 генерал-майор, з 1 серпня 1944 генерал-лейтенант Отто Шварц (нім. Otto Schwarz) (11 грудня 1943 — серпень 1944).

### Підпорядкованість
| Час      | Корпус                              | Армія                               | Група армій (округ)            | Штаб        |
| -------- | ----------------------------------- | ----------------------------------- | ------------------------------ | ----------- |
| 1942     |                                     |                                     |                                |             |
| квітень  | z. Vfg.                             | z. Vfg.                             | Група армій «D»                | Ангулем     |
| червень  | Резерв армії                        | 6-та армія                          | Група армій «Південь»          | Харків      |
| липень   | VIII-й ак                           | 6-та армія                          | Група армій «Південь»          | Харків      |
| серпень  | VIII-й ак                           | 6-та армія                          | Група армій «B»                | закрут Дону |
| вересень | XI-й ак                             | 6-та армія                          | Група армій «B»                | закрут Дону |
| грудень  | XIV-й тк                            | 6-та армія                          | Група армій «Дон»              | Сталінград  |
| 1943     |                                     |                                     |                                |             |
| 1 січня  | VIII-й ак                           | 6-та армія                          | Група армій «Дон»              | Сталінград  |
| 30 січня | IV-й ак                             | 6-та армія                          | Група армій «Дон»              | Сталінград  |
| квітень  | LXXXIII-й ак                        | Командування Вермахту в Нідерландах | Група армій «D»                | Лейден      |
| червень  | Командування Вермахту в Нідерландах | Командування Вермахту в Нідерландах | Група армій «D»                | Лейден      |
| листопад | XI-й ак                             | 8-ма армія                          | Група армій «Південь»          | Кіровоград  |
| 1944     |                                     |                                     |                                |             |
| січень   | XXXXVII-й тк                        | 8-ма армія                          | Група армій «Південь»          | Дубосари    |
| квітень  | IV-й ак                             | 8-ма армія                          | Група армій «Південна Україна» | Ясси        |
| травень  | IV-й ак                             | 8-ма армія                          | Група армій «Південна Україна» | Ясси        |
| серпень  | IV-й ак                             | 8-ма армія                          | Група армій «Південна Україна» | Ясси        |

### Склад
| 1942                                   | 1944 (І-VII)                          | 1944 (VIII)                           |
| -------------------------------------- | ------------------------------------- | ------------------------------------- |
| 672-й піхотний полк                    | 672-й гренадерський полк              | 672-й гренадерський полк              |
| 673-й піхотний полк                    | 673-й гренадерський полк              | 673-й гренадерський полк              |
| 767-й піхотний полк                    | 767-й гренадерський полк              | —                                     |
| —                                      | —                                     | 315-й гренадерський полк              |
| —                                      | 167-ма дивізійна група                | —                                     |
| 376-й артилерійський полк              |                                       |                                       |
| 376-й розвідувальний батальйон         | —                                     | —                                     |
| 376-й інженерний батальйон             |                                       |                                       |
| —                                      | 376-й дивізійний фузілерний батальйон | 376-й дивізійний фузілерний батальйон |
| 376-й дивізійний батальйон зв'язку     |                                       |                                       |
| 376-те дивізійне управління постачання |                                       |                                       |
| 376-й запасний батальйон               |                                       |                                       |